# Eucosmophora eclampsis
Eucosmophora eclampsis là một loài bướm đêm thuộc họ Gracillariidae. Nó được tìm thấy ở Panama.
Chiều dài cánh trước là 3.5 mm đối với con cáis.